# Вашингтон (округ Ла-Кросс, Вісконсин)
Вашингтон (англ. Washington) — місто (англ. town) в США, в окрузі Ла-Кросс штату Вісконсин. Населення — 519 осіб (2020).

## Демографія
Згідно з переписом 2010 року, у місті мешкало 558 осіб у 207 домогосподарствах у складі 170 родин. Було 225 помешкань
Расовий склад населення:
| - 95,0 % — білих - 2,0 % — корінних американців - 0,9 % — азіатів - 0,5 % — чорних або афроамериканців |

До двох чи більше рас належало 0,7 %. Частка іспаномовних становила 1,6 % від усіх жителів.
За віковим діапазоном населення розподілялося таким чином: 26,0 % — особи молодші 18 років, 58,4 % — особи у віці 18—64 років, 15,6 % — особи у віці 65 років та старші. Медіана віку мешканця становила 43,2 року. На 100 осіб жіночої статі у місті припадало 101,4 чоловіків;  на 100 жінок у віці від 18 років та старших — 101,5 чоловіків також старших 18 років.
Середній дохід на одне домашнє господарство  становив 81 680 доларів США (медіана — 71 750), а середній дохід на одну сім'ю — 90 133 долари (медіана — 83 036). Медіана доходів становила 50 179 доларів для чоловіків та 36 563 долари для жінок. За межею бідності перебувало 7,7 % осіб, у тому числі 17,6 % дітей у віці до 18 років та 0,0 % осіб у віці 65 років та старших.
Цивільне працевлаштоване населення становило 346 осіб. Основні галузі зайнятості: освіта, охорона здоров'я та соціальна допомога — 24,6 %, будівництво — 13,9 %, сільське господарство, лісництво, риболовля — 13,9 %.